# Fußball-Amateurliga Bremen 1950/51
Die Fußball-Amateurliga Bremen 1950/51 war die zweite Spielzeit der höchsten Amateurklasse im Gebiet des Bremer Fußball-Verbandes. Die Liga startete mit nur 13 Mannschaften. Es ist zu vermuten, dass sich der TSV Gnarrenburg relativ spät entschied, in die Amateuroberliga Niedersachsen-West zu wechseln. Meister 1951 wurde erneut der Blumenthaler SV, da er in der vorherigen Saison den Aufstieg in die Oberliga verpasst hatte. Auch diesmal scheiterten die Blumenthaler in der Aufstiegsrunde. Die drei Neulinge SV Rotenburg, die Leher TS sowie der VfR links der Weser Bremen stiegen postwendend ab.

## Abschlusstabelle
| Pl. | Verein                         | Sp. | Tore    | Punkte |
| --- | ------------------------------ | --- | ------- | ------ |
| 01. | Blumenthaler SV (M)            | 24  | 92:20   | 41:70  |
| 02. | Bremen 1860                    | 24  | 90:37   | 36:12  |
| 03. | SG Aumund-Vegesack             | 24  | 67:34   | 33:15  |
| 04. | SV Hemelingen                  | 24  | 61:32   | 31:17  |
| 05. | TSV Wulsdorf                   | 24  | 52:41   | 29:19  |
| 06. | SV Grohn                       | 24  | 51:47   | 25:23  |
| 07. | SV Woltmershausen              | 24  | 39:57   | 23:25  |
| 08. | Hastedter TSV                  | 24  | 43:44   | 22:26  |
| 09. | Geestemünder SC                | 24  | 39:62   | 18:30  |
| 10. | ATS Bremerhaven                | 24  | 26:57   | 17:31  |
| 11. | SV Rotenburg (N)               | 24  | 41:64   | 15:33  |
| 12. | Leher TS (N)                   | 24  | 40:71   | 14:34  |
| 13. | VfR links der Weser Bremen (N) | 24  | 027:102 | 08:40  |

(M) Meister der Vorsaison

(N) Aufsteiger